# Tierra de Arnhem

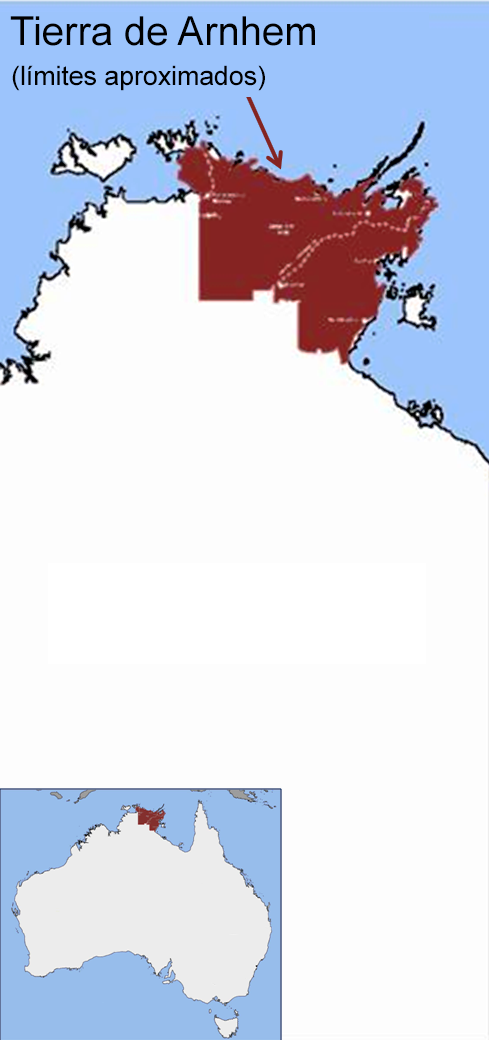
Límites aproximados de Tierra de Arhnem.

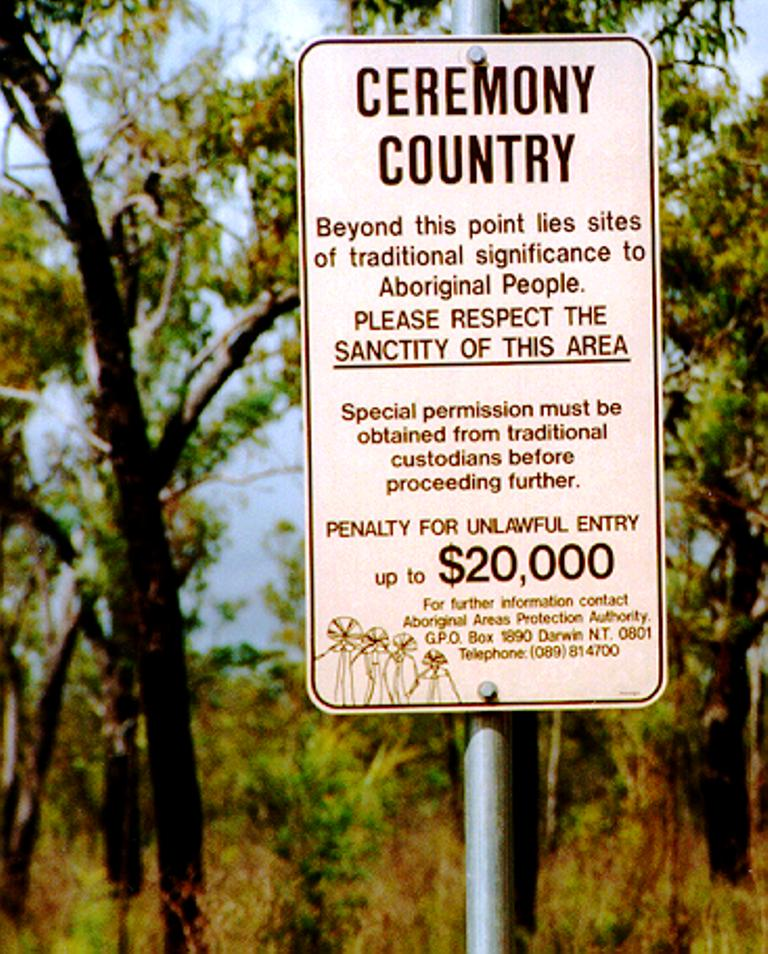
Algunas áreas de profunda importancia cultural para los habitantes indígenas están fuera de los límites hasta para los que tienen permiso para viajar a través de la Tierra de Arnhem.

La  Tierra de Arnhem  (del inglés: Arnhem Land) es una región de Australia de unos 97.000 km ² y una población de 16.230 habitantes. Se encuentra situada en la esquina nororiental del Top End en el Territorio del Norte, a unos 500 km de la capital de territorio Darwin. Fue bautizada por el navegante Matthew Flinders en honor del barco neerlandés Arnhem, que exploró esta costa el 1623.
Fue declarada Reserva Aborigen el 1931, ya que aquí habitan los yolngu, uno de los mayores grupos indígenas de Australia (población 16.230 habitantes).

## Geografía

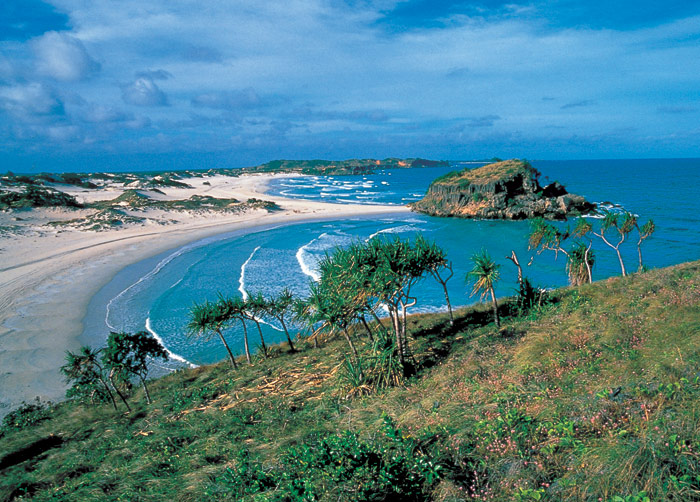
Nanydjaka, Costa del Cabo Arnhem.

El área se extiende desde Puerto Roper en el golfo de Carpentaria alrededor de la costa a la East Alligator River, que limita con el parque nacional de Kakadu. Los centros más importantes son Jabiru en la frontera del parque nacional Kakadu, Maningrida en la boca del río Liverpool, y Nhulunbuy (también conocido como Gove) al extremo noreste, en la península de Gove. Gove es el lugar de donde se extrae bauxita a gran escala con una refinería de alúmina asociada. Su centro administrativo es la ciudad de Nhulunbuy, el núcleo de población ocupa la cuarta posición en el Territorio del Norte.
El clima de la Tierra de Arnhem es tropical monzónico con una estación húmeda y una seca. Las temperaturas no varían demasiado durante todo el año, aunque puede variar desde un mínimo durante la noche de 15 grados Celsius en la estación seca (abril-septiembre) a máximos diarios de 33 grados Celsius en la estación húmeda (de octubre a marzo).

## Véase también

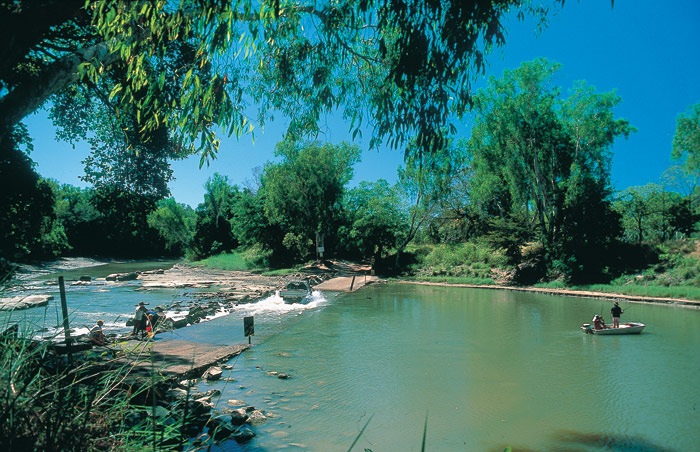
Este Alligator River Crossing (Cruce de Cahill).

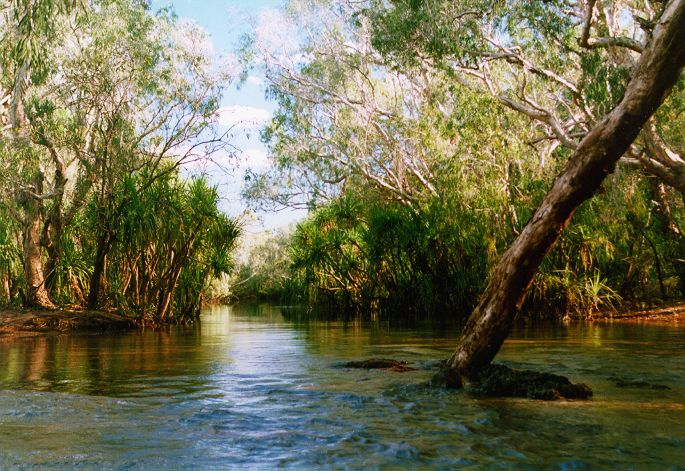
Cruce del río Goyder, autopista central de Arnhem.